# Bolehivți, Drohobîci
Bolehivți (în ucraineană Болехівці) este localitatea de reședință a comunei Bolehivți din raionul Drohobîci, regiunea Liov, Ucraina.

## Demografie
Componența lingvistică a localității Bolehivți
     Ucraineană (99,56%)
     Alte limbi (0,43%)
Conform recensământului din 2001, majoritatea populației localității Bolehivți era vorbitoare de ucraineană (99,56%), existând în minoritate și vorbitori de alte limbi.